# داگ هرلند
داگ هرلند (انگلیسی: Doug Herland; ۱۹ اوت ۱۹۵۱ – ۲۶ مارس ۱۹۹۱) اهل ایالات متحده آمریکا بود.